# Озёровка (Бижбулякский район)
Озеровка (баш. Озеровка) — упразднённый в 2005 году посёлок Сухореченского сельсовета Бижбулякского района Республики Башкортостан.

## География
Находился на юго-западе Башкортостана в южной части Бугульминско-Белебеевской возвышенности, вблизи автодороги Чегодаево-Шкапово, у реки.

### Географическое положение
Расстояние до (на 1 января 1969):
- районного центра (Бижбуляк): 16 км,
- центра Новобиктяшского сельсовета села (Новый Биктяш): 6 км,
- ближайшей ж/д станции (Приютово): 18 км.

## История
Название от фамилии Озеров. По версии Словаря топонимов Башкирской АССР (1980), Озеровка «от русск. озеро с суфф. -ов-, -к(а)», хотя озёр, прудов в окрестностях посёлка нет и произносится как Озеровка, а не Озёровка.
На 1969 год входил посёлок в Новобиктяшский сельсовет.
Закон «О внесении изменений в административно-территориальное устройство Республики Башкортостан в связи с образованием, объединением, упразднением и изменением статуса населённых пунктов, переносом административных центров» от 20 июля 2005 года № 211-з., ст.1 гласил:

4. Упразднить следующие населённые пункты:
….

11) в Бижбулякском районе:
а) поселок Сандалак Михайловского сельсовета;
б) деревню Веселая Роща Кенгер-Менеузовского сельсовета;
в) поселок Озеровка Сухореченского сельсовета;
г) поселок Сергеевка Каменского сельсовета;

д) поселок Тумашелга Калининского сельсовета

## Население
На 1 января 1969 года проживали 45 человек; преимущественно русские.